# Scotty Moore

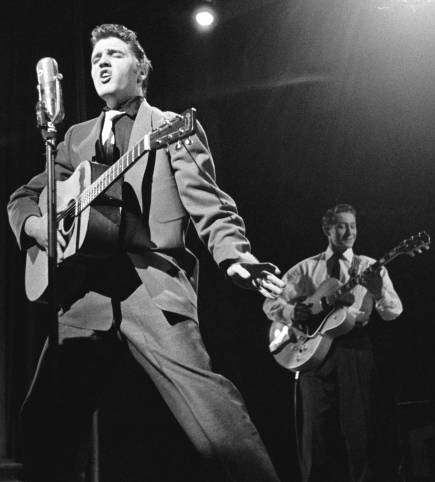
Elvis 1956-ban Scotty Moore-ral

Scotty Moore, teljes nevén: Winfield Scott "Scotty" Moore III (Gadsden, Tennessee, USA, 1931. december 27.  – Nashville, Tennessee, 2016. június 28.) amerikai gitáros, hangmérnök.

## Életpályája
Winfield Scott Moore Jr. és Mattie Priscilla Hefley gyermekeként született. 
Scotty Morre 1954-ben alakította meg Elvis Presley háttérzenekarát, a The Blue Moon Boyst. Scott volt Elvis Presley stúdió- és turnégitárosa 1954 és 1968 között.
2004-ben Scotty Moore & Friends nevű együttese néhány felvételt készített a londoni Abbey Road Studiosban Eric Claptonnal (That's Alright, Mystery Train stb.).
Gyermekei  Donald Moore, Tasha Moore, Andrea Moore, Vikki Hein Moore és Linda Moore.